# Andrėj Harbunoŭ
Andrėj Aljaksandravič Harbunoŭ (in bielorusso Андрэй Аляксандравіч Гарбуноў?; traslitterazione anglosassone: Andrey Harbunou; Mahilëŭ, 29 maggio 1983) è un ex calciatore bielorusso, di ruolo portiere.

## Palmarès

### Club

#### Competizioni nazionali
- Campionato bielorusso: 3

BATĖ Borisov: 2012, 2013, 2014
- Supercoppa di Bielorussia: 1

BATĖ Borisov: 2013